# 음력 5월 25일
음력 5월 25일은 음력 5월의 25번째 날이다.

## 사건
- 1680년 - 조선 숙종이 오가작통과 지패·호패를 폐지하다.
- 1831년 - 조선 순조가 각 도의 30년 이상 된 증렬미(拯劣米)는 모두 탕감하게 하다.
- 1909년 - 기유각서 체결.

## 사망
- 1031년 - 고려 제8대 국왕 현종.

## 같이 보기
- 음력 360일: 1월 2월 3월 4월 5월 6월 7월 8월 9월 10월 11월 12월
- 전날:5월 24일 다음날:5월 26일 - 전달:4월 25일 다음달:6월 25일
- 양력:5월 25일
- 음력, 윤달